# 욕망의 거리 (1986년 미국 영화)
《욕망의 거리》(영어: Act of Vengeance)는 1986년 4월 21일에 개봉된 미국의 범죄 드라마 텔레비전 영화이다. HBO가 배급을 맡았으며 VHS 형식으로 출시되었다. 트레버 암브리스터(Trevor Armbrister)가 1969년에 일어난 전미 광부 노동조합 위원장 선거 과정에서 일어난 실화를 주제로 하여 집필한 저서 《복수행위》(Act of Vengeance)를 원작으로 하여 제작했다.
1963년에 미국 펜실베이니아주 클락스빌 마을에서 광부 80명이 탄광에 매몰되어 사망한 사고가 일어났는데도 부패와 비리로 얼룩진 토니 보일(Tony Boyle) 전미 광부 노동조합 위원장이 탄광 회사의 입장을 지지한 사건을 계기로 촉발된 광부들의 노동 운동, 1969년에 일어난 전미 광부 노동조합 위원장 선거와 관련된 부패와 부정 행위, 광부 노동 운동 지도자였던 족 야블론스키(Jock Yablonski) 일가족 살인 사건과 관련된 실화를 주제로 하고 있다.

## 줄거리
이 영화는 트레버 암브리스터의 책 《복수의 행위(Act of Vengeance)》를 바탕으로 하고 있는데, 이 책은 1969년 통합 광부 노동조합의 위원장 선거 중에 발생한 부패에 대한 실제 이야기를 다루고 있다. 영화는 또한 조지프 "조크" 야블론스키의 살인 사건을 묘사했다.

## 출연진
- 찰스 브론슨 - 조지프 "족" 야블론스키
- 엘런 버스틴 - 마거릿 야블론스키
- 윌퍼드 브림리 - 토니 보일
- 호이트 악스톤 - 실라우스 허들스턴
- 로버트 솅컨 - 폴 길리
- 엘런 바킨 - 아넷 길리
- 모리 체이킨 - 클로드 빌리
- 캐롤라인 카바 - 샬럿 야블론스키
- 페그 머리 - 엘런 로저스
- 윌리엄 뉴먼 - 에즈라 모건
- 앨런 노스 - 앨버트 패스
- 레이노어 샤인 - 테런스 매든
- 톰 하비 - 워런 알렉산더
- 고든 마이클 울벳 - 보비
- 앨프 험프리스 - 켄 야블론스키
- 조지프 켈 - 칩 야블론스키
- 켄 포그 - 얼 스키드모어
- 키아누 리브스 - 버디 마틴
- 크리스 벤슨 - 폴 워처